# Mike Ferguson

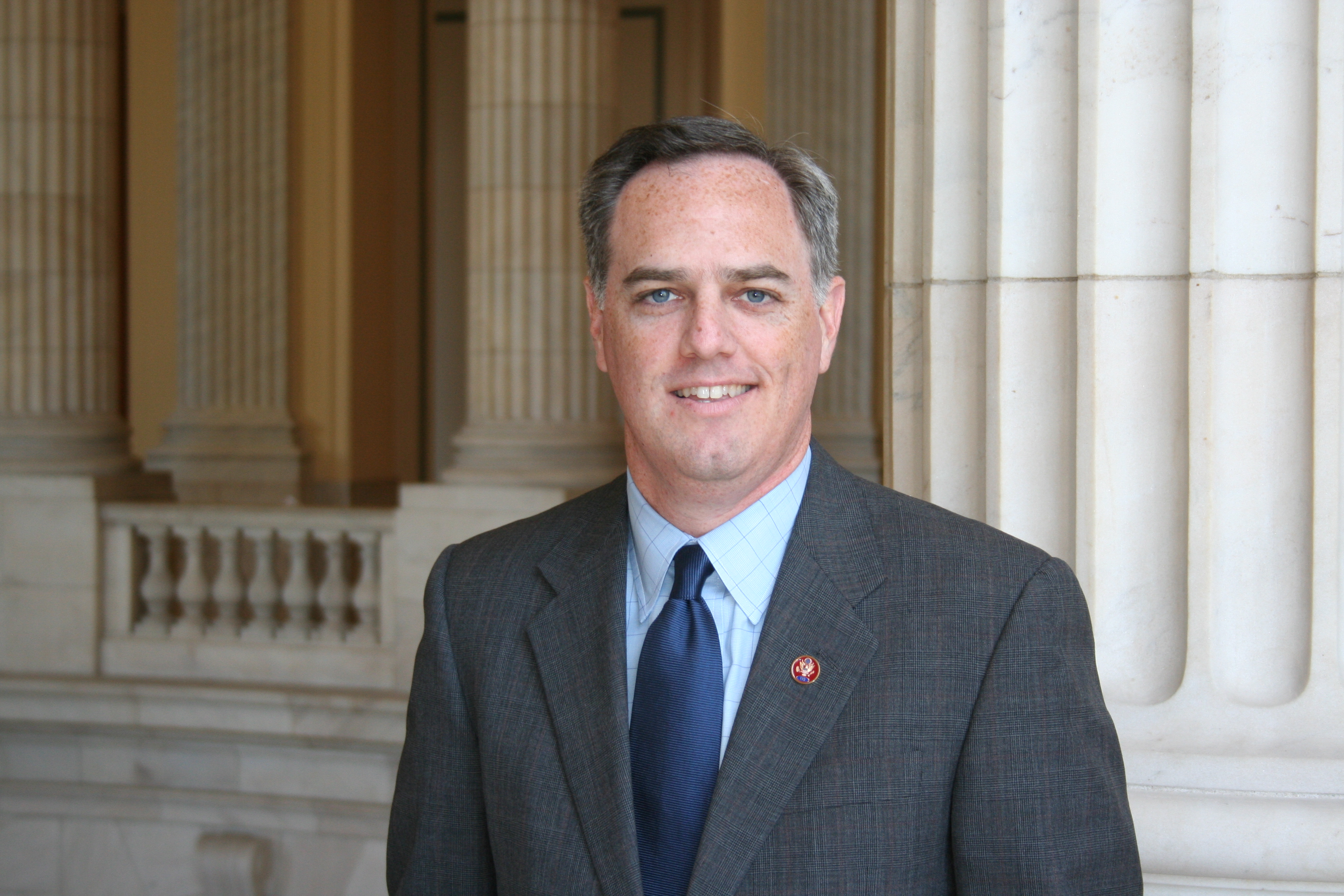
Mike Ferguson

Michael A. "Mike" Ferguson, född 22 juni 1970 i Ridgewood, New Jersey, är en amerikansk republikansk politiker. Han representerade delstaten New Jerseys sjunde distrikt i USA:s representanthus 2001-2009.
Ferguson gick i skola i Delbarton School i Morristown. Han avlade sin grundexamen vid University of Notre Dame och sin master vid Georgetown University.
Kongressledamoten Bob Franks kandiderade utan framgång till USA:s senat i senatsvalet 2000. Ferguson vann kongressvalet för att efterträda Franks i representanthuset. Han omvaldes tre gånger, sista gången mycket knappt mot demokraten Linda Stender i kongressvalet i USA 2006. Han kandiderade inte till omval i kongressvalet i USA 2008. Ferguson efterträddes 2009 som kongressledamot av partikamraten Leonard Lance.